# Triadenum fraseri
Triadenum fraseri är en johannesörtsväxtart som först beskrevs av Édouard Spach, och fick sitt nu gällande namn av Henry Allan Gleason. Triadenum fraseri ingår i släktet Triadenum och familjen johannesörtsväxter. Inga underarter finns listade i Catalogue of Life.